# 曲云
曲云（1929年—2020年3月23日），女，山东牟平人，中国电影表演艺术家，八一电影制片厂演员。代表作有电影《苦菜花》、《奇袭》等。